# Strasburg (Uckermark)
Pour les articles homonymes, voir Strasbourg (homonymie).
Strasburg est une ville allemande située dans l'arrondissement de Poméranie-Occidentale-Greifswald du Land de Mecklembourg-Poméranie-Occidentale.

## Géographie
La ville faisant partie de la région historique de l'Uckermark se situe au sud-est de Mecklembourg-Poméranie-Occidentale, à proximité de la frontière avec le Land de Brandebourg. 

### Quartiers
En plus du centre-ville, le territoire communal comprend 18 localités :
| - Boldshof - Burgwall - Gehren - Glantzhof - Karlsburg - Karlsfelde - Klepelshagen | - Köhnshof - Lauenhagen - Linchenshöh - Louisfelde - Ludwigsthal - Luisenburg - Marienfelde | - Muchowshof - Neuensund - Ottilienau - Ravensmühle - Rosenthal - Schneidershof - Schönburg | - Schwarzensee - Schwarzensee-Siedlung - Wilhelmsburg - Wilhelmslust - Ziegelhausen - Zimmermannsmühle |

### Transports
La gare de Strasburg, reliée à Bützow et à Stetin, est desservie par les trains Regional-Express et Regionalbahn.
L'autoroute 20 passe au nord de Strasburg. La Bundesstraße 194 (Neubrandenbourg–Stetin) traverse le centre-ville. 

## Histoire
Fondée par le duc Barnim Ier de Poméranie au XIIIe siècle, la ville de Straceburch est citée pour la première fois dans un acte de l'an 1267.
Au XVIIe siècle, elle subit la guerre de Trente Ans, puis la peste (200 morts environ), mais s'accroît par l'arrivée de 244 Huguenots chassés de France.

## Sites et monuments
L'église Sainte-Marie de Strasburg a été construite entre 1250 et 1280 et transformée,par la suite, en une église-halle de style gothique flamboyant. Classée comme monument historique, elle appartient à l'Église protestante de Poméranie.

## Jumelages
- Straßburg (Autriche)
- Drawsko Pomorskie (Pologne)
- Brodnica (Pologne)

## Personnalités liées à la commune
- Ramona Kapheim (née en 1958), rameuse d'aviron née à Strasburg.